# Zuzanka Hraškovie (opera)
Zuzanka Hraškovie je opera pro jednoho zpěváka (monoopera) o jednom dějství slovenského skladatele Jozefa Grešáka na nezměněný text básně slovenského básníka Pavla Országa Hviezdoslava z roku 1901. Byla dosud uvedena jen koncertně 16. ledna 1975 v Bratislavě.

## Vznik, charakteristika a historie opery
Jozef Grešák napsal již v polovině 20. letech 20. století svou první (nedochovanou) operu Zlatulienka neboli Příchod Slováků. Jeho druhá opera Neprobuzený vznikla počátkem 50. let, v průběhu 70. let ji však Grešák radikálně přepracoval podle svých novějších estetických názorů a hudebních technik, a to současně s prací na nových dvou méně rozměrných operách, S Rozárkou (1970–1973) a Zuzanka Hraškovie (1972–1973).
Zuzanka Hraškovie je někdy označována za „minioperu“, její provedení trvá jen něco přes čtvrt hodiny. Vznikla na podklad stejnojmenné balady Pavla Országha Hviezdoslava o smutném konci týraného sirotka jen s minimálními textovými změnami. Grešák přitom nebyl první, kdo ji zhudebnil: již roku 1927 na ni napsal melodram Grešákův učitel František Dostalík a roku 1932 ji adaptoval pro alt a orchestr český skladatel Václav Dobiáš. Podobně jako u jiných Grešákových děl – nejen oper, ale například i vokálně-symfonické Panychidy – skladatele upoutal eticky naléhavý námět bezbranného jedince vytlačeného na okraj společnosti. Podle svých slov zamýšlel Zuzanku Hraškovie jako „obelisk, který postavil všem trpícím dětem“.
Tohoto námětu se Grešák – slovy muzikologa Ivana Martona – „zmocnil jako zralý umělec, který nemá v úmyslu posluchače ohromovat samoúčelným novátorstvím, ale důsledně jde za významnou linií textu“. Báseň má vypravěčské úseky, většinu však tvoří dialogy hlavní hrdinky Zuzanky s macechou, otcem a tetou a její monolog nad matčiným hrobem. Opera byla napsána pro pět sólistů (čtyři postavy a vypravěče), avšak s volností interpretovat ji méně osobami, ba i pouhou jednou zpěvačkou. Stejně tak nechal Grešák na vůli interpretů, zda má být hrána koncertně nebo jevištně. Formálně se opera dělí na tři části: Preludium (první sloka básně, vypravěčský úvod), Příběh Zuzanky a Postludium (poslední dvě sloky básně popisující děj po Zuzančině smrti). Preludium a Postludium byly napsány pro varhany, skladatelův oblíbený nástroj, avšak existuje i orchestrální verze, kterou Grešák napsal pro košickou premiéru. Prostřední část je napsána pro poměrně bohatě obsazený orchestr, přestože instrumentace je střídmá a průzračná a ponechává hlavní úlohu zpěvu. Hudebním i ideovým vrchole díla je nářek Zuzanky u matčina hrobu Mamičko, nespite!, založený na jediném třítónovém motivu, ale jehož „sugestivnost je obrovská“ (Igor Vajda). Grešák tomuto zpěvu říkal „antiuspávanka“ („antiukolébavka“).
Východiskem z folklóru a snahou o zachycení autentické řeči se Grešák přibližuje Leoši Janáčkovi, kterého sice uctíval – sám byl žákem Janáčkova žáka Františka Dostalíka – zároveň se však od něj distancoval: „Pro budoucnost je Janáčkova nápěvková teorie nedostatečná. Na rozdíl od Janáčka nezhudebňuji text, ale myšlenku. Text vpisuji do skladby až dodatečně (např. Zuzanka Hraškovie).“ Podle skladatele a propagátora Grešákova díla Vladimíra Godára lze vedle Janáčkova vlivu – nejvíce mezi slovenskými skladateli – v Grešákových operách nalézt také ozvuky Stravinského, Bartóka a Weberna. Grešákova hudba se pohybuje na pomezí tonality a atonality. Muzikoložka Lýdia Urbančíková popisuje skladatelův styl v Zuzance Hraškovie takto: „Používá 12 tónů, čímž vytváří zdání tonality a jednoduchosti hudební faktury, používá je však vždy tak, aby harmonizovaly pohybově.“
Grešák prosazoval ve své pozdní tvorbě, ke které Zuzanka Hraškovie patří, svéráznou hudební teorii včetně notace do tzv. buněk namísto taktů, aby se vyhnul rytmickým a výrazovým omezením tradičního zápisu; opíral se přitom podle svých slov o východoslovenský folklór. To vždy komplikovalo provádění jeho skladeb, přestože se zvláště v případě Zuzanky Hraškovie snažil vytvořit dílo srozumitelně nejširším vrstvám posluchačů. Grešákův dlouhodobý příznivce, dirigent Bystrík Režucha, proto převedl Grešákovu partituru do běžného zápisu, aby ji učinil vhodnější pro interprety.
Zuzanka Hraškovie nebyla za skladatelova života scénicky uvedena. Koncertně ji uvedl Bystrík Režucha se Slovenskou filharmonií na abonentním koncertě filharmonie 16. ledna 1975. Provedena byla v podobě monoopery, při níž celý, podle charakterů bohatě nuancovaný text zpívala košická sopranistka Alžbeta Mrázová, později Režuchová, na varhany hrál Ferdinand Klinda. V tomto provedení byla Zuzanka Hraškovie i nahrána a později vydána na gramofonové desce a uváděna v rozhlase. O něco později ji hrála i Státní filharmonie v Grešákově působišti, Košicích. V roce 1977 za tuto skladbu získal Grešák cenu ministerstva kultury SSR.
Grešákova Zuzanka Hraškovie byla přijata velmi pozitivně. Viera Žitná v referátu pro Hudobný život o tomto „novém nevšedním slovenském díle“ psala: „Po vyslechnutí jsme měli dojem, že ani jedna nota, ani jeden nástroj nebyly zbytečné, že hudebně-výrazové prostředky byly velmi lapidárně využité, ale dokonale podpořily účinnost dramatického děje a přímo nás vtahovaly do atmosféry a nutily plně prožívat celé drama.“ Slovenský hudební kritik a historik Igor Vajda ji označil za vrchol Grešákovy operní tvorby a její hudbu popsal jako mimořádně invenční, originální a působivou.
Státní filharmonie Košice uvedla Zuzanku Hraškovie též na koncertech roku 1983 a 1996. Koncertní podobu Zuzanky Hraškovie zařadila na program opět v sezóně 2017/2018 (partituru pro tento účel revidoval skladatel a dirigent Marián Lejava) a úryvek z ní zazněl na grešákovském koncertě v Bardejově v únoru 2018; na tomto nastudování se zakládala i nová nahrávka. První inscenaci Zuzanky Hraškovie – a současně první provedení nikoli jako monodrama, ale s více sólisty – chystalo nově vzniklé Štúdio Slovenského národního divadla na rok 2020, kvůli pandemii covidu-19 však musela být odložena.
V Česku uvedl Grešákovu operu Zuzanka Hraškovie poprvé amatérský Symfonický orchestr Boskovice na koncertě 13. března 2007. Zpívala Jana Tajovská Krajčovičová.

## Postavy

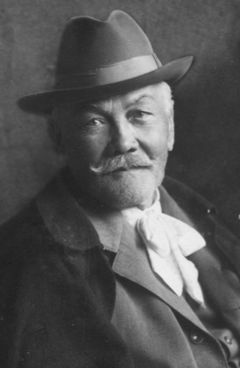
Pavol Országh Hviezdoslav.

- Zuzanka, mezzosoprán
- Macecha, soprán
- Otec, tenor
- Tetička, alt
- Vypravěč, tenor[29]

## Děj opery
Malé děvčátko Zuzanka Hraškovie přišlo o matku a její otec se znovu oženil. Macecha ji však zanedbává a týrá. Zuzanka se vrátí ze dvorku a macecha ji bolestivě udeří za to, že má urousané nožičky, a posílá ji umýt. Zuzanka běží do stodoly za otcem a stěžuje si mu, ale ten ji mírně odbývá, maje ženino zacházení za běžnou součást výchovy. Když se Zuzanka vrátí k maceše, opět je zbita za zablácené nohy; marně se brání, že ji do bláta strčil její nevlastní bratr Jurko, macešin syn. Zuzanka si jde pak na křivdu postěžovat své tetě. Ta ji přijímá vlídně a zlobí se na macechu a slibuje zasáhnout, ale teprve až vyřídí vlastní práci.
Macecha vrátivší se Zuzanku opět zbije za zašpiněné nohy a holčička už nemá, komu by si postěžovala, než své mrtvé matce. Vydá se na hřbitov a tam u hrobu matičku prosí, aby se probudila a zastala se jí. Odpovědí jí je ticho. Zuzanka v trávě usne a vzbudí ji až bouřka. Děvčátko běží domů, ale vzpomene si, že si musí umýt nohy, aby znovu nedostalo. Na břehu rozvodněného potoka Zuzanka uklouzne po kameni a strhne ji prudký proud. Druhý den najdou lidé utonulé děvče ve strouze. Odnesou mrtvolku domů a litují jí. V noci pronásledují macechu výčitky svědomí – slyší hučet vodu a před očima se jí míhá obraz Zuzančiných sněhově bílých nožiček.

## Instrumentace
Dvě flétny, dva hoboje, anglický roh, dva klarinety, basklarinet, dva fagoty, fujara; dva lesní rohy, dvě trubky, dva pozouny, tuba; tympány, činely, malý buben, tam-tam, gong, claves, xylofon, zvon, zvonkohra; harfa; smyčcové nástroje (housle, violy, violoncella, kontrabasy); varhany.

## Nahrávky
- 1975 (LP 1978 Opus 9110 0554). Zpívá Alžbeta Režuchová Mrázová, varhany Ferdinand Klinda, Slovenskou filharmonii řídí Bystrík Režucha.[16]
- 2019 (CD 2020, Hudobný fond) Zpívá Linda Ballová, Státní filharmonii Košice řídí Marián Lejava.[25]